# Altavilla Vicentina
Altavilla Vicentina är en ort och kommun i provinsen Vicenza i regionen Veneto i Italien. Kommunen hade 12 021 invånare (2018).